# 张以森
张以森（？—？），原名张芬，湖南长沙人，中国共产党早期人物。

## 生平
曾在湖南上学。1927年春天同姨妈曹云芳一起到武汉。因姨夫罗哲在武汉毛泽东领导下工作，于是写信叫到武汉找工作。到武汉后，开始在姨夫罗哲处担任抄写、送信工作。后来帮瞿秋白作抄写、刻钢板工作，期间加入中国共产主义青年团，同时中国共产党第五次全国代表大会召开，作为大会工作人员，在油印室抄写发言稿、刻钢板。约两个月后，苏兆征担任国民政府劳工部部长，将其调到劳工部工作。苏兆征正式辞去国民政府劳工部部长后，撤出劳工部。
国共合作失败后回长沙，掩护过担任中共湖南省委书记的何资琛，并结为夫妻。1929年12月陈独秀等81人联名发表《我们的政治意见书》，参加签名。1930年初何资琛参与组织托派组织，参加其活动，后被中国共产党开除党籍。1931年，同何资琛、王文元、陈亦谋、宋逢春、濮德治、江常师、楼国华一起被国民党逮捕关押。出狱后又参加王文元、郑超麟的少数派组织。后定居上海。后情况不明。